# Reptotubigera elegans
Reptotubigera elegans är en mossdjursart som beskrevs av John Borg 1944. Reptotubigera elegans ingår i släktet Reptotubigera och familjen Multisparsidae. Inga underarter finns listade i Catalogue of Life.